# Eremiaphila petiti
Eremiaphila petiti è una specie di mantide religiosa appartenente al genere Eremiaphila. È particolarmente diffusa in Egitto.